# 菲利普·杰奎琳
菲利普·杰奎琳（Philippe Cinquini），法国历史学家、艺术史学家、文化遗产类展览策展人。法国高等院校考古学与艺术史教授协会会员、法国艺术史学会会员、法国里尔大学“历史与艺术史”博士、上海外国语大学教授、中国人民大学徐悲鸿艺术研究院研究员、上海市对外文化交流协会海外理事、巴黎国立高等美术学院授权中国地区研究代表。著有《巴黎国立高等美术学院的中国浪潮》一书。

## 策展
- “老先生们——1900-1950年间法国的大师与学生们”，离合空间（上海），2021年5月15日 - 2021年7月26日。[3]
- “美术的诞生：从太阳王到拿破仑——巴黎国立高等美术学院珍藏展”，上海博物馆（上海），2019年11月5日 - 2020年2月9日。[4][5][6][7]
- “先驱之路：留法艺术家与中国现代美术（1911-1949）”（专题策展人），中央美术学院美术馆（北京），2019年1月12日 - 2019年3月3日。[8]
- “学院与沙龙——法国国家造型艺术中心 巴黎国立高等美术学院珍藏展”，中国国家博物馆（北京），2018年1月31日 - 2018年5月6日。[9][10]
- “大师与大师——徐悲鸿与法国学院大家作品联展”，中华世纪坛世界艺术馆（北京，2014年5月8日 - 2014年8月3日），河南博物院（郑州，2014年8月14日 - 2014年10月19日），中华艺术宫（上海，2014年11月15日 - 2015年4月19日）。[11][12]
- “上海与巴黎之间——中国现当代艺术展”（学术支持），中华艺术宫（上海，2013年10月1日 - 2014年10月22日）。[13][14]

## 论文
- 《刘海粟与贝纳尔：一张照片的历史叙述》[15]
- 《弗朗索瓦·弗拉孟:叙事性绘画的名家》[16]
- 《徐悲鸿和他的法国老师们：一段杰出的艺术历程》[17]
- 《历史与记忆之间:巴黎国立高等美术学院档案照亮徐悲鸿留法历程(1919-1927)》[18]
- 《中国绘画中的法国危机——中国油画家与法国关系一瞥》[19]
- 《人体的执念——徐悲鸿艺术训练和创作中艺用解剖的重要性之思考(上)》[20]
- 《人体的执念——徐悲鸿艺术训练和创作中艺用解剖的重要性之思考(下)》[21]
- 《一个美术的梦——从巴黎到北京》[22]
- 《亚洲与西方间一大显象之研究新法:中国艺术家学艺巴黎国立高等美术学院(1914—1955年)(上)》[23]
- 《亚洲与西方间——大显象之研究新法:中国艺术家学艺巴黎国立高等美术学院(1914—1955年)(下)》[24]
- 《从巴黎国立高等美术学院到格朗旭米埃画院，重新审视徐悲鸿的巴黎烦恼》[25]
- 《美术的诞生——巴黎国立高等美术学院珍藏展策展手记》[26]
- 《马，群马——徐悲鸿与保罗·瓦莱里，从自然主义到象征主义》[27]
- 《“东西方的艺术家们，团结起来！”——安德烈·克罗多在中国的艺术计划（1926—1930）》[28]
- 《“老先生们”——从北向南，从幽暗到光明：幸福的电影式文化遗产类展览的原则》[29]
- 《20世纪初巴黎美院在中国的影响与认同》[30]

## 著作出版
- 《巴黎国立高等美术学院的中国浪潮》，上海文艺出版社，2023年。[31]
- 《美术的诞生：从太阳王到拿破仑——巴黎国立高等美术学院珍藏展》，上海书画出版社，2019年。[32]